# Santi Rocco, Antonio Abate e Lucia
I Santi Rocco, Antonio Abate, e Lucia è un dipinto a olio su tavola (128,3x121,9 cm) di Cima da Conegliano, databile al 1513 e conservato nel Metropolitan Museum of Art di New York.
L'opera proviene da Parma, dove si pensa possa aver ispirato il Quattro santi del Correggio, opera pure nel museo newyorkese.